# 김정미 (사격인)
김정미(金貞美, 1975년 9월 28일~)는 대한민국의 사격 선수, 지도자로 주 종목은 소총이다. 1996년 하계 올림픽과 2004년 하계 올림픽에 참가했으며 현역 은퇴 후 미추홀구청 여자 사격단 감독을 맡고 있다.